# Proletär internationalism

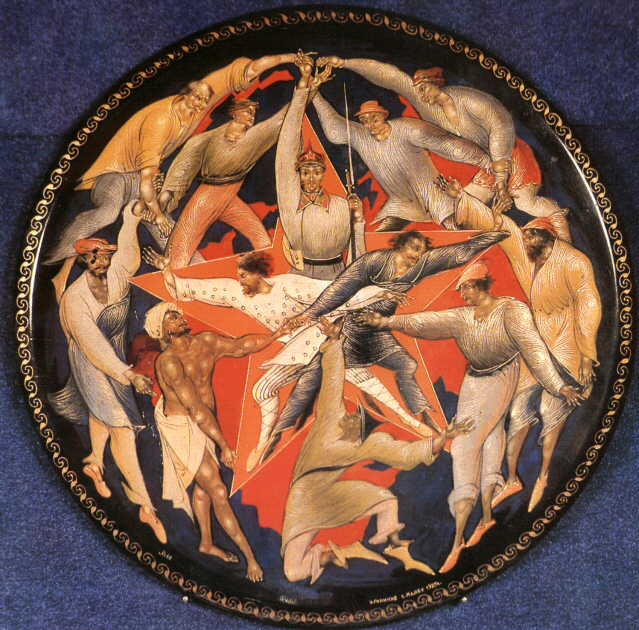
Ivan Golikovs allegoriska målning av Tredje internationalen (1927).

Proletär internationalism är vad kommunister kallar sin internationella solidaritet, stöd till arbetarkamp i kapitalistiska länder, nationella befrielserörelser i tredje världen samt länder som hävdar sin nationella suveränitet gentemot imperialism.
Kommunisterna framhäver att arbetare världen över har mer gemensamt med sina utländska klassbröder än med sitt eget lands borgarklass.
Den proletära internationalismen har alltid varit framträdande i den kommunistiska rörelsen. Redan i Kommunistiska manifestet avslutar Marx och Engels med de berömda orden "Proletärer i alla länder, förena er!".